# The Bargain Store
The Bargain Store è il quindicesimo album in studio della cantante statunitense Dolly Parton, pubblicato il 17 febbraio 1975 dalla RCA Victor.

## Tracce
Tutte le tracce sono scritte da Dolly Parton tranne dove indicato.
1. The Bargain Store
2. Kentucky Gambler
3. When I'm Gone
4. The Only Hand You'll Need to Hold
5. On My Mind Again (Porter Wagoner)
6. I Want to Be What You Need
7. Love to Remember
8. You'll Always Be Special to Me (Merle Haggard)
9. He Would Know
10. I'll Never Forget